# Trust in you
「Trust in you」（トラスト・イン・ユー）は、sweet ARMSの楽曲。渡部紫緒が作詞、坂部剛が作曲を手掛けた。ユニットの4枚目のシングルとして2014年5月6日に日本コロムビアから発売された。

## 音楽性
本曲は、テレビアニメ『デート・ア・ライブII』のオープニングテーマに起用された。主人公である五河士道の気持ちの変化を歌った乙女チックでやわらかな曲で、同作品に登場するヒロインの心情も反映されている。そのため野水伊織は自身の演じる四糸乃ように女性らしく歌ったという。
収録は各メンバーがソロで歌ったものをミックスして行われた。なおセクシーを担当する味里は従来のような歌い方をしたにもかかわらずそれが採用されたという。

## シングルリリース
2014年5月6日に日本コロムビアから発売された。sweet ARMSのシングルとしては、前作「Cherish」から3か月ぶりのリリースとなる。ジャケットの衣装は、反転した夜刀神十香にヒントを得て制作されたゴシックな感じに仕上がっているが、味里のみガーターベルトを履いて臨んだことを明かしている。ちなみに衣装はチャック方式が採用されている。
販売形態はDVDつき初回限定生産盤（COZC-911/2）と通常盤（COCC-16856）の2種リリースで、初回限定盤には本曲のPV、メイキングとインタビューを収録したDVDが同梱されている。ジャケットには、夜刀神十香が描かれている。
2曲目「インストレーション」は、PS3用ソフト『デート・ア・ライブ 或守インストール』のオープニングテーマに起用された。収録に際し野水は息継ぎに苦労したことを明かしている。なお息継ぎするタイミングの決定はトップバッターとなった佐土原かおりが行った。

## シングル収録内容
| 全作詞: 渡部紫緒、全作曲・編曲: 坂部剛。 |                                                |          |            |      |
| #                                        | タイトル                                       | 作詞     | 作曲・編曲 | 時間 |
| 1.                                       | 「Trust in you」                               | 渡部紫緒 | 坂部剛     | 4:33 |
| 2.                                       | 「インストレーション」                         | 渡部紫緒 | 坂部剛     | 5:36 |
| 3.                                       | 「Trust in you」(Another Version)              | 渡部紫緒 | 坂部剛     | 4:24 |
| 4.                                       | 「Trust in you」(Instrumental)                 | 渡部紫緒 | 坂部剛     | 4:33 |
| 5.                                       | 「インストレーション」(Instrumental)           | 渡部紫緒 | 坂部剛     | 5:36 |
| 6.                                       | 「Trust in you」(Another Version Instrumental) | 渡部紫緒 | 坂部剛     | 4:22 |
| 合計時間:                                | 合計時間:                                      | 29:04    |            |      |

| #  | タイトル                        | 作詞 | 作曲・編曲 |
| -- | ------------------------------- | ---- | ---------- |
| 1. | 「Trust in you」(PV)            |      |            |
| 2. | 「Trust in you」(Making)        |      |            |
| 3. | 「Trust in you」(Non Credit TV) |      |            |

## チャート
| チャート（2014年）                     | 最高位 |
| -------------------------------------- | ------ |
| オリコン                               | 17     |
| Billboard Japan Hot 100                | 28     |
| Billboard Japan Hot Animation          | 11     |
| Billboard Japan Hot Singles Sales      | 14     |
| サウンドスキャンジャパン（初回限定盤） | 15     |